# Mira Rai
Pour les articles homonymes, voir Rai.
Ne doit pas être confondu avec Manikala Rai.
Mira Rai est une athlète népalaise, née le 31 décembre 1988. Spécialiste de skyrunning et d'ultra-trail, elle a notamment remporté le 80 km du Mont-Blanc en 2015 et le Ben Nevis Ultra en 2017.

## Résultats
| no  | féminin            | Course                                                | Longueur | Départ            | Temps            |
| --- | ------------------ | ----------------------------------------------------- | -------- | ----------------- | ---------------- |
| 6e  | Médaille d'or      | Championnats d'Asie de skyrunning - Ultra SkyMarathon | 50 km    | 7 février 2015    | 5 h 39 min 31 s  |
| 15e | Médaille d'or      | 80 km du Mont-Blanc                                   | 80 km    | 26 juin 2015      | 12 h 32 min 12 s |
| 17e | Médaille d'argent  | Hamperokken SkyRace                                   | 45 km    | 2 août 2015       | 7 h 23 min 29 s  |
| 14e | Médaille d'argent  | Ultra Pirineu                                         | 110 km   | 19 septembre 2015 | 13 h 43 min 49 s |
| 65e | Médaille d'argent  | Three Peaks Race                                      | 37,4 km  | 30 avril 2016     | 3 h 35 min 55 s  |
| 5e  | Médaille d'or      | Ben Nevis Ultra                                       | 120 km   | 16 septembre 2017 | 14 h 24 min 08 s |
| 7e  | Médaille d'or      | Championnats d'Asie de skyrunning - Ultra SkyMarathon | 50 km    | 3 décembre 2017   | 6 h 50 min 34 s  |
| 29e | Médaille de bronze | Trophée Kima                                          | 52 km    | 26 août 2018      | 7 h 41 min 46 s  |
| 5e  | Médaille d'argent  | Thailand by UTMB - Inthanon5                          | 110 km   | 11 décembre 2021  | 17 h 12 min 48 s |